# Эулихния
Эулихния или Эвлихния (лат. Eulychnia) — небольшой род суккулентных растений семейства Кактусовые (Cactaceae) произрастающий на территории Чили и Перу. 

## Название
Латинское название рода Eulychnia происходит от др.-греч. εὖ, eû — эпический, красивый и др.-греч. λῠ́χνος, lúkhnos — лампа, светильник; «Красивый канделябр».
Русскоязычное название является транслитерацией латинского.

## Таксономия
Eulychnia Phil., первое упоминание в Fl. Atacam.: 23 (1860).
Типовой вид — Eulychnia breviflora Phil. — Эулихния короткоцветковая.

### Синонимы
Гетеротипные (основанные на разных номенклатурных типах):
- Philippicereus Backeb. (1942)

### Виды
Подтвержденные виды по данным сайта Plants of the World Online на 2023 год:
| Название                                                    | Изображение | Описание | Природный ареал             |
| ----------------------------------------------------------- | ----------- | --- | --------------------------- |
| Eulychnia acida Phil. — Эулихния кислая                     |             | Древовидное столбчатое растение с прямостоячим или ниспадающим стеблем бледно-серо-зеленого цвета, из-за недостатка влаги до 6-12 см в диаметре. Ребра 10-16, достаточно широкие и невысокие, расстояние между ареолами 7-15 мм. Центральные колючки 1-2, прямостоячие, игольчатые, от коричневого до серого цвета и до 20 см длиной. Радиальных колючек 12, направленных наружу, длиной более 1 см. Цветки широко колоколообразные, с белыми пеленками и красноватыми серединными жилками, 5-7 см длиной, до 4-6 см в диаметре располагаются у верхушек стебля. Плоды шаровидные, 5-6 см длиной и 5 см в диаметре, чешуйчатые, опушенные, без колючек, мясистые, кислые, имеют цвет серо-зеленый, переходящий в коричневато-желтовато-зеленый. Семена 1,5 мм и тускло-черного цвета. | Чили                        |
| Eulychnia breviflora Phil. — Эулихния короткоцветковаяtypus |             | Древовидное столбчатое растение с прямостоячими стеблями высотой от 3 до 7 м и диаметром 8-11 см. Оно имеет несколько ребер прямых, иногда бугорчатых и бороздчатых между ареолами. Ареолы плотно посажены, с густым войлоком и волосками. Колючки могут быть 10-30, цвет от серовато-зеленого до темно-зеленого, с возрастом их окраска становится тускло-серой или мелово-белой. Центральные колючки длиной до 20 см, радиальные менее 2 см. Цветки колоколообразные, от белого до бледно-розового, с темной полосой по середине. Плоды мясистые, от округлых до грушевидных, до 5-8 в диаметре, кислые, особенно в молодом возрасте, но не очень вкусные. | Чили                        |
| Eulychnia castanea Phil. — Эулихния каштановая              |             | Древовидное кустарниковое растение, образующее густые заросли до 20 метров в высоту, свисает со скал. Его стебель цилиндрического типа, длиной 50-200 см, диаметром 6-8 см, у основания ветвистый, зелёный. Начинается он восходящим, но позже раскидистым или опадающим. На нем около 8-13 ребер, низких, округлых. Ареолы покрыты темно-серым фетром на расстоянии 1 см друг от друга. Колючки от желтых до коричневых, прямые, сильные, неравные: радиальных — 6-10 лучистых, 5-20 мм длиной, центральных — 1-2, толстых, 3-10 см длиной. Цветки дневные, ширококолокольчатые, белые, расположены сбоку у кончиков ветвей, при этом они небольшие, 5-5,5 см длиной, 4-5 см в диаметре. Плоды шаровидные, до 5 см в диаметре, мясистые, желто-зеленые, чешуйчатые и колючие, без щетинок, кроме верхушки. Семена широкоовальные, черные, часто серые, с длиной 1,5 мм. | Чили                        |
| Eulychnia chorosensis P.Klaassen                            |             | | Чили                        |
| Eulychnia elata (F.Ritter) Lodé                             |             | | Чили (Атакама)              |
| Eulychnia iquiquensis (K.Schum.) Britton & Rose             |             | Древовидное кустарниковое растение, 2-7 м в высоту. Стебель короткий, прямой, желтый, ветвящийся у основания, 20-25 см в диаметре. Ребер 12-15, бугорковидные. Ареолы большие, 5-10 мм в диаметре, плотно прилегающие, иногда с очень небольшим промежутком между ними, густо заполнены коротким белым войлоком. На многих старых стеблях и ветвях ареолы отмирают и опадают, оставляя ряд углублений вдоль вершины ребер. Колючек 12-20 на ареоле, не дифференцируемых на центральные и радиальные, изменчивые, прямостоячие, большинство из них около 1-2 см длиной, а 1-2 очень толстые, прямые, удлиненные, иногда до 12 см в длину, на цветущих ветвях колючки многочисленные, мягкие и волосковидные, а некоторые из них щетинковидные. Цветки ширококолокольчатые, белые, 5,5-6,5 см длиной, включая завязь, цветоложе-трубка короткая, на множестве чешуек с пушистыми волосками, произрастают около кончиков ветвей. Бутоны шаровидные, в длинных белых шелковистых волосках. Плоды шаровидные, 5-6 см в диаметре, мясистые, кислые, густо покрытые белыми волосками. | Чили (Антофагаста, Атакама) |
| Eulychnia ritteri Cullmann                                  |             | | Перу (Арекипа)              |
| Eulychnia taltalensis (F.Ritter) Hoxey                      |             | | Чили (Антофагаста)          |
| Eulychnia vallenarensis P.C.Guerrero & Helmut Walter        |             | | Чили (Атакама)              |